# سوسة الذرة
سوسة الذرة (الاسم العلمي:Sitophilus zeamais) (بالإنجليزية: maize weevil)‏ هي نوع من الحشرات يتبع جنس سوسة الحبوب من الفصيلة السوسية الحقيقية.